# Calonectria hongkongensis
Calonectria hongkongensis — вид грибів роду Calonectria. 
Гриб має помаранчеві перитеції, які темніють до цегляно-бурого забарвлення. Аски містять по 8 прозорих видовжених спор. Гомоталічний вид.
Викликає гниття плодів рамбутана.